# 第一次布匿战争
第一次布匿战争（英語：First Punic War, 264–241 BC），是古罗马和古迦太基之间的三次布匿战争的第一战，战于前264年到前241年之间。两国冲突是因为争夺地中海沿岸地区的霸权，尤其是西西里岛的拥有权。战争23年后，罗马胜利，加了许多条件才和迦太基签订和约。

## 起因
前3世纪中旬，罗马共和国平稳内政，并击败几次入侵者，整个意大利半岛已经稳稳的拿在手中。罗马人非常相信自己的政治制度和军队實力。在地中海那一边的迦太基已經是一个海洋强国，控制大多海洋贸易要道，从北非发展到伊比利亚半岛。
前288年，一群來自義大利的僱傭兵集團瑪末丁人占领了西西里岛东北角的墨西拿城，以这个城市为基地，骚扰附近的乡村和城市，包括独立的城邦敘拉古。前265年，敘拉古的希倫二世即位，决定趕走瑪末丁人，出军围攻墨西拿。
於是，瑪末丁人同时向罗马和迦太基求救。最初罗马并不想帮助他们，一来是他们占领了别人的领土，二来罗马在前271年刚刚打败一批造反的僱傭兵，所以不想帮这种人。但迦太基則立刻同意，而且很快派军来到墨西拿，使罗马不得不参战。因为他们怕迦太基占领整個西西里岛，對義大利產生威脅。罗马和瑪末丁人联盟，前264年派兵到西西里岛，逼迫敘拉古加入他们的联盟。这是罗马军队第一次在意大利半岛以外的活动。三方联盟稳定之后，只有罗马和迦太基继续冲突，争抢西西里岛。

## 战役

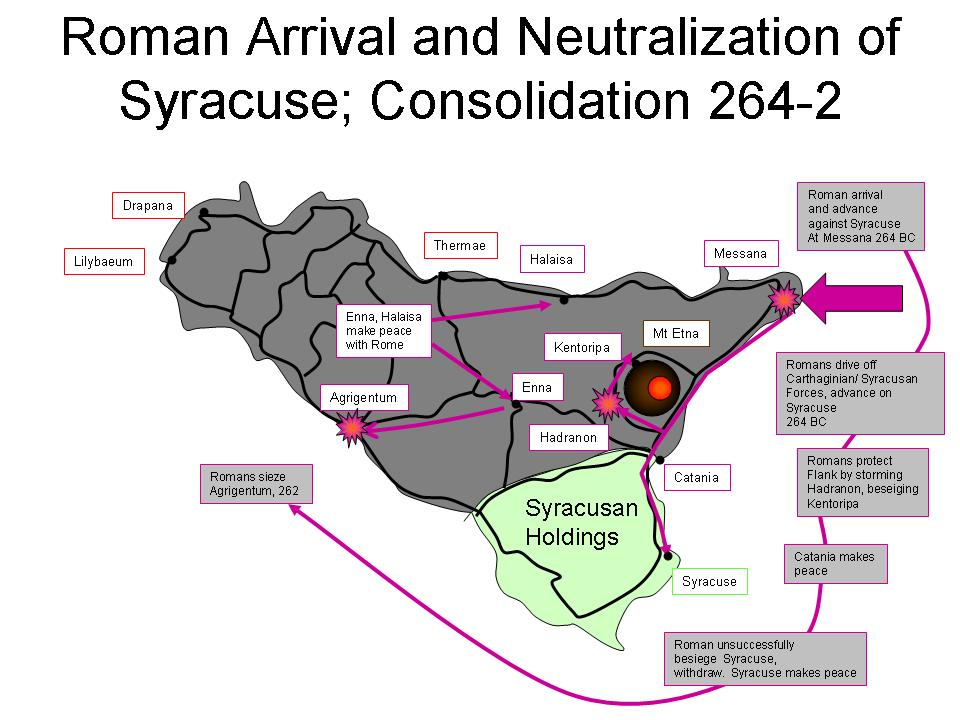
罗马軍到達

### 陆战
整个战争有两个比较大的战役。前262年，罗马围攻阿格里真托，雖败猶胜，军心振奮士氣大起。前256年—前255年，罗马再次计划大规模陆战。几次海战之后，罗马决定入侵迦太基北非的本土，尽快结束战争。罗马建了很大的一个舰队，用来运输军队和设备，加上护航的军舰。迦太基设法阻挡舰队，但是在埃克諾穆斯（Ecnomus）岬被打败。开始时候，罗马将军马尔库斯·阿蒂利乌斯·雷古鲁斯在阿迪斯战胜，迦太基不得已求和。但是和平协约非常苛刻，迦太基不愿接受，雇用了斯巴達来的将军克桑提普斯，整顿他的军队。克桑提普斯在突尼斯击败罗马，捉拿了雷古鲁斯。罗马侵略非洲失败。
战争末期，前249年，迦太基派哈米尔卡·巴卡到西西里岛。巴卡占领了西西里岛大部分领土，但是这个战争主战场是在海上。虽然迦太基占领了岛屿，前241年埃加迪群島海战之后，迦太基承认失败。

### 海战
前264年，罗马军队开进西西里，揭开战幕。罗马先后占领墨西拿和阿格里真托，迫使叙拉古与之结盟。但在海上，迦太基却占优势。罗马人迅速建立一支舰队。在前260年的米列海战中，装有乌鸦吊桥的战舰组成的罗马舰队获胜。前256年，罗马海军又在埃克诺穆斯海角大胜。同年罗马远征军在非洲登陆，但以失败告终。此后主要战场移到西西里，罗马在陆战中略占上风。前241年，罗马海军以新建的200 艘战船组成的舰队大败迦太基舰队于埃加迪群岛附近。迦太基被迫求和，将西西里及其附近利帕里群岛让给罗马，赔款3200塔兰特並於10年内偿清。罗马遂在西西里建立第一个行省。前238年，罗马乘迦太基雇佣军暴动之机，又出兵强占了撒丁和科西嘉，于前227年将两岛置为一行省。

## 结果
第一次布匿战争长达23年，罗马胜利之后，取代迦太基成为地中海中最强国。战争结束之后，两国经济和人口都大伤元气，之后多年才恢复。罗马的胜利，來自於它坚持不承认失败，也不接受非完全的胜利。而且，罗马共和国依靠它的公民的爱国心，受到私人贊助，獲得了足夠的船隻和水手。而受到民族文化影響，绝大部分的迦太基有钱貴族不肯因為戰爭的事花費自己的钱。

### 和约条件
因为罗马是胜利者，和约条件完全是罗马制订的，其中包括：
- 迦太基撤出西西里岛。
- 迦太基无条件交还罗马战俘，但是需要重金赎回他们的俘虏
- 迦太基不准攻打叙拉古和它的同盟
- 迦太基将西西里岛北面的一些小岛转交罗马
- 迦太基立即付款1000塔兰特，以後10年每年付款220塔兰特。
- 两国的同盟不准互相攻擊，也不准在对方的疆土之内征兵。迦太基从此无法雇用罗马职业军人。

### 伤亡数量
双方的伤亡量都非常难以确定，因为大部分历史紀錄都偏向罗马的能力。一般以为，在海战中：
- 罗马失去700艘船（大多為气象因素）
- 迦太基失去500艘船
- 每艘船大约有100名水手，每艘沉船至少有一定比例的水手丧生

历史学家波利比奧斯表示，在当时的情况下，这是伤亡最大的战争，比亚历山大大帝的战争都要多。罗马前3世纪的人口记录中，在战争期间，罗马失去了50,000名公民。这五万人中還不包括没有公民权的军人。

## 名人
- 哈米尔卡·巴卡，汉尼拔的父亲

## 註腳
1. ↑  Warmington, Brian. . New York: Barnes & Noble, Inc. 1993 [1960]. ISBN 978-1-56619-210-1.